# Campionati europei juniores di bob 2020
I Campionati europei juniores di bob 2020 sono stati la terza edizione della rassegna continentale juniores, manifestazione organizzata dalla Federazione Internazionale di Bob e Skeleton. Si sono disputati dal 30 gennaio al 1º febbraio 2020 a Innsbruck, in Austria, sulla pista Olympia Eiskanal Innsbruck e sono stati assegnati i titoli continentali juniores sia nella categoria principale Under 26 che in quella Under 23.
Come a partire dalla seconda edizione del 2019, il campionato si disputò in un unico appuntamento, nel formato gara nella gara, in concomitanza con l'ultima tappa della Coppa Europa 2019/2020, dal cui risultato vennero estratte le relative graduatorie.

## Risultati under 26

### Bob a due donne
La gara si è disputata il 31 gennaio 2020 nell'arco di due manches e hanno preso parte alla competizione 10 equipaggi in rappresentanza di 7 differenti nazioni.
| Pos. | Atlete                             | Nazione  | 1ª manche | 2ª manche | Totale  | Distacco |
| ---- | ---------------------------------- | -------- | --------- | --------- | ------- | -------- |
|      | Ljubov' Černych Elena Mamedova     | Russia   | 54"46     | 54"54     | 1'49"00 | –        |
|      | Andreea Grecu Ioana Gheorghe       | Romania  | 54"50     | 54"79     | 1'49"29 | +0"29    |
|      | Alena Osipenko Julija Belomestnych | Russia   | 54"46     | 54"85     | 1'49"31 | +0"31    |
| 4    | Polina Nazaruk Aleksandra Tarasova | Russia   | 54"68     | 54"88     | 1'49"56 | +0"56    |
| 5    | Anne Lobenstein Claudia Schüssler  | Germania | 54"63     | 54"94     | 1'49"57 | +0"57    |

Nota: in grassetto il miglior tempo di manche.

### Bob a due uomini
La gara si è disputata il 30 gennaio 2020 nell'arco di due manches e hanno preso parte alla competizione 14 equipaggi in rappresentanza di 8 differenti nazioni.
| Pos. | Atleti                                 | Nazione  | 1ª manche | 2ª manche | Totale  | Distacco |
| ---- | -------------------------------------- | -------- | --------- | --------- | ------- | -------- |
|      | Rostislav Gajtjukevič Michail Mordasov | Russia   | 52"08     | 52"07     | 1'44"15 | –        |
|      | Ralfs Bērziņš Dāvis Spriņģis           | Lettonia | 52"17     | 52"12     | 1'44"29 | +0"14    |
|      | Richard Oelsner Henrik Bosse           | Germania | 52"24     | 52"25     | 1'44"49 | +0"34    |
| 4    | Emīls Cipulis Arnis Bebrišs            | Lettonia | 52"35     | 52"19     | 1'44"54 | +0"39    |
| 5    | Maximilian Illmann Eric Strauss        | Germania | 52"26     | 52"31     | 1'44"57 | +0"42    |

Nota: in grassetto il miglior tempo di manche.

### Bob a quattro uomini
La gara si è disputata il 1º febbraio 2020 nell'arco di due manches e hanno preso parte alla competizione 11 equipaggi in rappresentanza di 6 differenti nazioni.
| Pos. | Atleti                                                        | Nazione  | 1ª manche | 2ª manche | Totale  | Distacco |
| ---- | ------------------------------------------------------------- | -------- | --------- | --------- | ------- | -------- |
|      | Jonas Jannusch Tim Gessenhardt Max Neumann Bastian Heber      | Germania | 51"73     | 51"60     | 1'43"33 | –        |
|      | Ralfs Bērziņš Edgars Nemme Dāvis Spriņģis Edgars Pirogs       | Lettonia | 51"86     | 51"68     | 1'43"54 | +0"21    |
|      | Richard Oelsner Henrik Bosse Benedikt Hertel Eric Strauss     | Germania | 51"88     | 51"68     | 1'43"56 | +0"23    |
| 4    | Philipp Zielasko Frederick Lüthcke Max Pietza Joshua Kossmann | Germania | 52"11     | 51"81     | 1'43"92 | +0"59    |
| 5    | Maximilian Illmann Hannes Schenk Felix Dahms Lukas Frytz      | Germania | 52"09     | 51"85     | 1'43"94 | +0"61    |

Nota: in grassetto il miglior tempo di manche.

## Risultati under 23

### Bob a due donne U23
La gara si è disputata il 31 gennaio 2020 nell'arco di due manches e hanno preso parte alla competizione 5 equipaggi in rappresentanza di altrettante differenti nazioni.
| Pos. | Atlete                               | Nazione  | 1ª manche | 2ª manche | Totale  | Distacco |
| ---- | ------------------------------------ | -------- | --------- | --------- | ------- | -------- |
|      | Kim Kalicki Viktoria Dönicke         | Germania | 54"29     | 54"42     | 1'48"71 | –        |
|      | Anastasija Makarova Aleksandra Iokst | Russia   | 54"85     | 55"25     | 1'50"10 | +1"39    |
|      | Melanie Hasler Jasmin Naef           | Svizzera | 55"21     | 55"03     | 1'50"24 | +1"53    |
| 4    | Teodora Andreea Vlad Katharina Wick  | Romania  | 55"15     | 55"40     | 1'50"55 | +1"84    |
| 5    | Sylwia Smolarek Julia Słupecka       | Polonia  | 55"94     | 56"65     | 1'52"29 | +3"88    |

Nota: in grassetto il miglior tempo di manche.

### Bob a due uomini U23
La gara si è disputata il 30 gennaio 2020 nell'arco di due manches e hanno preso parte alla competizione 8 equipaggi in rappresentanza di altrettante differenti nazioni.
| Pos. | Atleti                                        | Nazione  | 1ª manche | 2ª manche       | Totale          | Distacco        |
| ---- | --------------------------------------------- | -------- | --------- | --------------- | --------------- | --------------- |
|      | Dāvis Kaufmanis Ivo Dans Kleinbergs           | Lettonia | 52"24     | 52"07           | 1'44"31         | –               |
|      | Mihai Cristian Tentea Ciprian Nicolae Daroczi | Romania  | 52"26     | 52"23           | 1'44"49         | +0"18           |
|      | Hans Peter Hanninghofer Benedikt Hertel       | Germania | 52"30     | 52"27           | 1'44"57         | +0"26           |
| 4    | Timo Rohner Pascal Moser                      | Svizzera | 52"63     | 52"74           | 1'45"37         | +1"06           |
| 5    | Grigorij Voloskov Sergej Baklanov             | Russia   | 53"08     | non qualificato | non qualificato | non qualificato |

Nota: in grassetto il miglior tempo di manche.

### Bob a quattro uomini U23
La gara si è disputata il 1º febbraio 2020 nell'arco di due manches e hanno preso parte alla competizione 2 equipaggi in rappresentanza di altrettante differenti nazioni.
| Pos. | Atleti                                                                       | Nazione  | 1ª manche | 2ª manche | Totale  | Distacco |
| ---- | ---------------------------------------------------------------------------- | -------- | --------- | --------- | ------- | -------- |
|      | Hans Peter Hanninghofer Erec Maximilian Bruckert Christian Röder Paul Hensel | Germania | 51"91     | 51"80     | 1'43"71 | –        |
|      | Grigorij Voloskov Maksim Ban'kov Andrej Andrijanov Sergej Baklanov           | Russia   | 52"35     | 52"34     | 1'44"69 | +0"98    |

Nota: in grassetto il miglior tempo di manche.

## Medagliere
| Pos.   | Nazione  | Oro | Argento | Bronzo | Totale |
| ------ | -------- | --- | ------- | ------ | ------ |
| 1      | Germania | 3   | 0       | 3      | 6      |
| 2      | Russia   | 2   | 2       | 1      | 5      |
| 3      | Lettonia | 1   | 2       | 0      | 3      |
| 4      | Romania  | 0   | 2       | 0      | 2      |
| 5      | Svizzera | 0   | 0       | 1      | 1      |
| Totale | Totale   | 6   | 6       | 5      | 17     |